# جدجد برمودي
جدجد برمودي (الاسم العلمي: Gryllus bermudensis) هو نوع من الحشرات يتبع جنس الجدجد من فصيلة الجداجد الحقيقية.